# Ленинградская пещера
Ленинградская пещера (Сотка-7, С-7) — пещера в Пинежском районе Архангельской области. Расположена в 3 км вниз по течению от зимовья Некрасовская изба на берегу реки Сотка на территории Пинежского заповедника. Является одной из крупных пещер Пинего-Кулойского карстового района как по протяженности ходов, так и по суммарному объёму подземных полостей и величине подземных залов. По длине — 3,6 км, уступает только Конституционной пещере (5,7 км).

## Описание
Пещера представляет собой практически одну длинную галерею переменного сечения, по дну которой течёт ручей. Подробное описание приведено в сборнике «Пещеры Пинего-Северодвинской карстовой области» в статье «Ленинградская пещера» (авторы И. В. Козырев, И. И. Саенко, В. М. Голод).

## История исследования
Пещера Ленинградская была открыта летом 1966 года первой Пинежской экспедицией ленинградских спелеологов под руководством В. Н. Танасийчука. Вторая Пинежская экспедиция под руководством Э. В. Гольянова зимой 1967 года проделала топосъёмку 1600 м её ходов, но дальнейшее её прохождение стало невозможным из-за отсутствия гидрокостюмов.

## Сложности прохождения пещеры
Первый сложный участок начинается в первом обвальном зале, из которого очень низкий лаз вдоль ручья ведёт в зал Пингвинов. Начиная с 1600 метров требуются гидрокостюмы и умение преодолевать низкие сифоны, плывя на спине.